# Chrysler Concorde

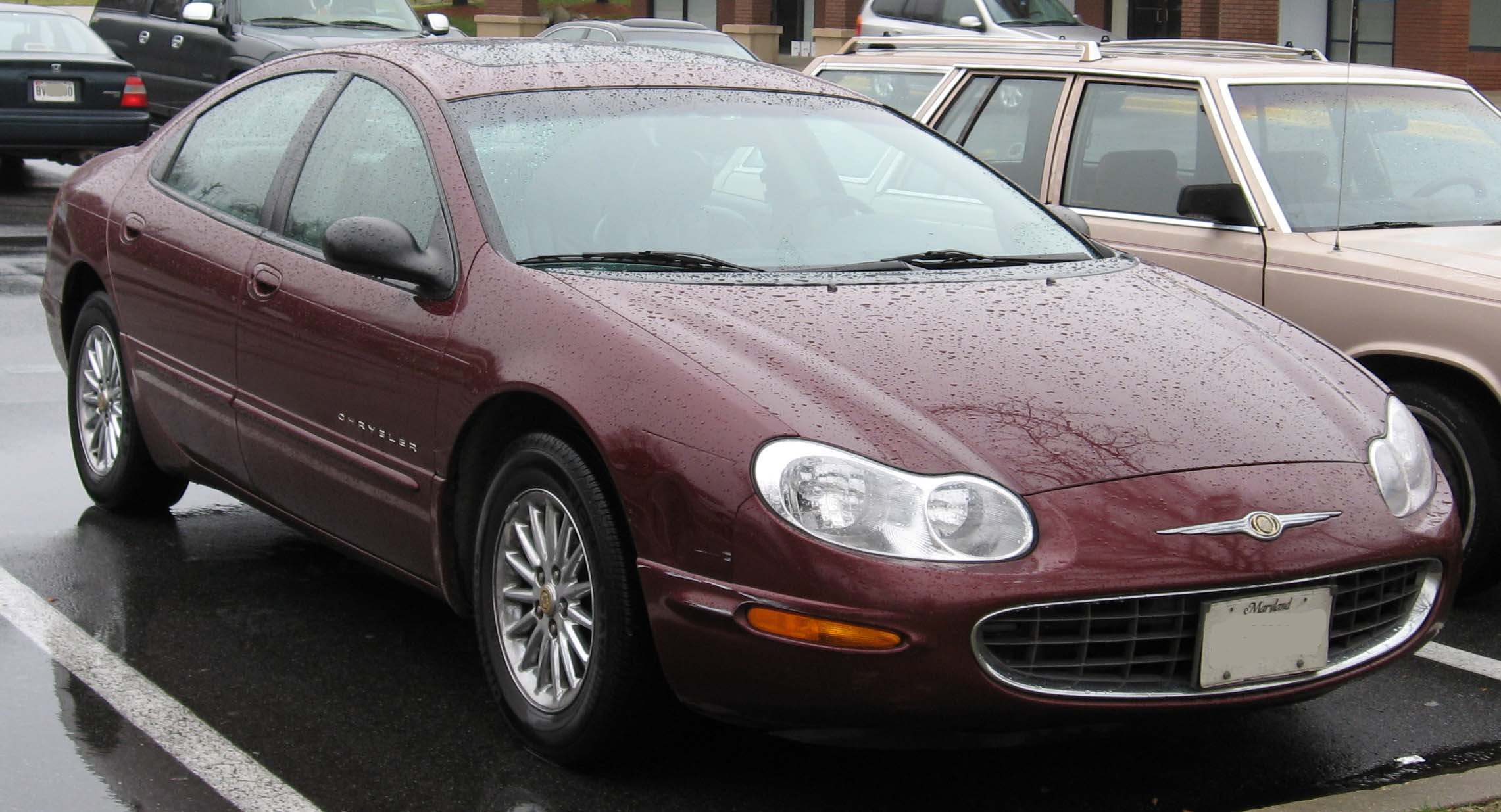
Chrysler Concorde de 2000.

La Chrysler Concorde est une grande berline 4 portes haut de gamme. Elle fut produite par Chrysler de 1992 à 2004.

## Contexte de la conception
Le design de la Concorde remonte à 1986, lorsque le designer Kevin Verduyn a achevé le design extérieur initial d'un nouveau concept de berline aérodynamique appelée Navajo. Le design n'a jamais dépassé le stade du modèle en argile. Également à cette époque, la Chrysler Corporation a acheté le constructeur italien de voitures de sport en faillite, Lamborghini. Le design extérieur de la Navajo a été retravaillé et est devenu la Lamborghini Portofino, présentée comme concept au Salon de l'auto de Francfort de 1987. La Portofino a été annoncée comme un triomphe de conception, mettant en mouvement la décision de Chrysler de produire une berline de production avec la conception extérieure révolutionnaire de la Portofino, appelée "cabine avant". La conception cabine avant était caractérisée par un pare-brise long et bas et des porte-à-faux relativement courts. Les roues été efficacement poussées dans les coins de la voiture, créant une cabine passagers beaucoup plus grande que les voitures contemporaines.
La conception du châssis a commencé à la fin des années 1980, après que Chrysler ait acheté un autre constructeur automobile, American Motors Corporation (AMC), en 1987. Pendant ce temps, Chrysler a commencé à concevoir le remplacement des Dodge Dynasty et Chrysler New Yorker, ainsi qu'une potentielle Plymouth. La conception initiale de la LH de Dodge ressemblait à la Dynasty, et cette conception a été entièrement abandonnée après que François Castaing, ancien vice-président de l'ingénierie et du développement des produits d'AMC, est devenu vice-président de l'ingénierie automobile de Chrysler en 1988. Le nouveau design, sous la direction de Castaing, a commencé avec l'Eagle Premier, également vendue plus tard sous le nom de Dodge Monaco. La disposition de montage du moteur longitudinal de la Premier été héritée, tout comme la géométrie de la suspension avant et certaines parties du système de freinage. Le châssis lui-même est devenu une architecture flexible capable de prendre en charge les roues motrices avant ou arrière (désignées respectivement «LH» et «LX»). La transmission de la Premier été inspirée par les automatismes Audi et ZF. Empruntant fortement à la boîte automatique à montage transversal "Ultradrive" A604 (41TE) de Chrysler, elle est devenue la A606 (également connue sous le nom de 42LE). Le design du châssis a été continuellement affiné au cours des années suivantes, car il a soutenu plus de prototypes Chrysler: la Chrysler Millennium de 1989 et l'Eagle Optima de 1990. En 1990, il a été décidé que la nouvelle voiture technologiquement avancée aurait besoin d'un nouveau moteur technologiquement avancé pour l'alimenter. Jusque-là, le seul moteur dont l'utilisation était confirmée était le moteur à poussoir V6 de 3,3 L de Chrysler. Le bloc de 60 ° du moteur de 3,3 L a été percé à 3,5 L, tandis que les soupapes actionnées par la tige de poussée ont été remplacées par des culasses SOHC à quatre soupapes par cylindre, créant un moteur avancé V6 de 3,5 L.
L'aspect, toujours basé sur la conception extérieure cabine avant du concept Lamborghini Portofino de 1987, avec sa forme aérodynamique, faisait peu de bruit de vent à l'intérieur de cette grande voiture. Ce style élégant confère à la Concorde un faible coefficient de traînée qui était en avance sur son temps. Bien que l'Eagle Premier d'American Motors (et la Dodge Monaco) ait été abandonnée par Chrysler après l'année modèle 1992, la nouvelle finition de la Concorde était dérivée de la Premier, et toutes les mules de développement, de suspension et de transmission venaient des Premier. D'autres caractéristiques de conception ont trouvé leur place dans la plate-forme LH de Chrysler, notamment la disposition longitudinale du moteur, caractéristique des conceptions à traction avant de Renault. Cette conception a permis aux ingénieurs d'abaisser la ligne de capot, de simplifier la maintenance/l'entretien et de resserrer le diamètre de braquage de la voiture.

## Première génération (1993-1997)
La première génération de la Concorde est dévoilée au Salon international de l'automobile d'Amérique du Nord de 1992 à Detroit. Elle est connue comme un modèle bien équipé, au prix de 18 341 $ US.
De toutes les berlines LH, la Concorde de première génération était la plus étroitement liée à la Eagle Vision. La Concorde a une image plus traditionnelle que la Vision. Les deux ont partagé beaucoup de pièces de carrosseries en commun, elles avaient comme différences principales leurs calandres, les carénages arrière, les moulures latérales et les jantes. La Concorde présentait une calandre moderne signée par Chrysler. Elle était divisé en six sections divisées par des bandes de couleur carrosserie avec le logo Chrysler Pentastar sur la bande centrale. L'arrière de la Concorde était éclairé par une barre lumineuse sur toute la largeur entre les feux arrière, donnant l'impression que les feux arrière s'étendaient sur tout le coffre. En accord avec sa prestance haut de gamme, les panneaux latéraux de la Concorde incorporaient des baguettes en chrome brillant (plus tard de couleur dorée), non présentes sur ses frères et sœurs Dodge ou Eagle. Sur les Concorde avec la peinture de couleur grise sur le bas de la carrosserie, le gris allait jusqu'à la ceinture de caisse chromée ; sur les Vision, la zone de peinture grise sur le bas de la carrosserie était plus petite et beaucoup plus subtile. Les modèles de roues, qui comprenaient des roues en aluminium disponibles avec le design Spiralcast, étaient également uniques aux berlines Chrysler LH (Concorde, LHS, New Yorker) ; Dodge et Eagle avaient leurs propres styles de roues.
L'Eagle Vision similaire, comportait une calandre plus petite avec un grand badge Eagle au centre. Les feux arrière de la Vision, bien que de la même forme que ceux de la Concorde, étaient regroupés différemment et comportaient des clignotants ambré d'inspiration européenne. La Vision n'a pas partagé la barre lumineuse de la Concorde, utilisant plutôt la zone comme espace pour une plaque d'immatriculation montée sur le coffre (par opposition à la plaque d'immatriculation montée sur le pare-chocs arrière sur la Concorde). D'un autre côté, l'Intrepid incorporait différents ensembles de phares avant et de feux arrière et n'avait pas de calandre du tout. L'intérieur de la Concorde était également presque identique à celui de la Vision, la principale différence étant l'habillage en bois synthétique de la Concorde et l'emblème du volant; l'intérieur de l'Intrepid était sensiblement différent de la Concorde et de la Vision. Les Concorde et Intrepid pouvaient être équipés d'une banquette avant et d'un levier de vitesses sur colonne, ce qui portait la capacité totale à six places. La Vision ne pouvait être équipée que de sièges avant baquets. Contrairement à ses sœurs Dodge et Eagle, les Chrysler Concorde n'ont jamais eu la possibilité d'avoir une transmission automatique et un groupe d'instrumentations spécial. Elle n'était disponible qu'avec une transmission automatique.
Les modèles haut de gamme Concorde sont dotés de sièges, de volants, de pommeaux de levier de vitesses et d'inserts de porte en cuir. Les autres options intérieures comprenaient la ventilation aux places arrière (dans les cinq places), l'accoudoir central arrière et les sièges électriques à huit réglages pour le conducteur et le passager, ainsi que des lampes de lecture personnelles. Les vitres électriques et les portes à verrouillage centralisé étaient installées d'office sur toutes les Concorde, tout comme les doubles airbags. Les autres options comprenaient le système de verrouillage centralisé à distance et plusieurs systèmes de son Infinity avec radio CD, cassette avec jusqu'à huit haut-parleurs et un égaliseur.
Le modèle LXi (haut de gamme) se distinguait car il n'avait pas d'antenne rétractable, mais une antenne fixe à l'intérieur de l'aile arrière côté passager. Les freins antiblocage (ABS) étaient installés d'office, avec contrôle de traction en option.
Des toits ouvrants électriques à double sens étaient disponibles sur cette voiture. Ils été conçus et installés par American Sunroof (maintenant American Specialty Cars) à partir de son usine de Columbus, Ohio, et non par Mopar lui-même. Si un toit ouvrant était installé, cela éliminé la plupart de la console du pavillon avant qui comprenait des bacs de rangement pour un ouvre-porte de garage et des lunettes de soleil. Cependant, le système OTIS (Overhead Travel Information System), ou l'ordinateur de bord avec lampes de lecture intégrées, été conservé.
Le Center for Auto Safety a classé la Concorde de 1993 comme supérieur en termes de résistance aux chocs après l'avoir testé à 56 km/h dans un mur.

### Modifications des années modèles
- 1993 : Le moteur de base de 3,3 L avait 153 ch (114 kW) et une suspension non tournée standard. Un changeur de CD Mopar à six disques monté sur le coffre avec télécommande filaire et un système d'alarme étaient des options installées par le concessionnaire. Ce fut la première voiture, avec l'Intrepid et la Vision, à avoir le V6 SOHC de 3,5 L à 24 soupapes. Un téléphone portable Panasonic avec une antenne externe pouvait être commandé. La banquette divisée avec levier de vitesses sur colonne n'était pas encore disponible, mais prévue depuis le début.
- 1994 : Pour cette année, la suspension tournée est devenue standard. De plus, les moteurs de base ont gagné 8 ch (6 kW). Une banquette avant divisée avec deux accoudoirs rabattables avec porte-gobelets et changement de vitesses sur colonne est devenue disponible pour en faire une six places. La direction assistée ajouté plus d'assistance pour réduire l'effort de braquage pour le stationnement, mais offre une meilleure sensation à des vitesses plus élevées. Le moteur de 3,3 L développait 153 ch (114 kW) de 1992 à 1993 et 161 ch (120 kW) les années restantes de la première génération. Les deux moteurs de 3,3 L été évalués à 18/21/26 Miles par gallons US. Le Visorphone de Chrysler est offert ainsi qu'un téléphone de voiture plus conventionnel installé par les concessionnaire Chrysler et le même téléphone portable Panasonic du lancement de 1992, tous présentés dans la brochure de l'année-modèle 1994.
- 1995 : Améliorations apportées à la boîte-pont, modification du système de télédéverrouillage à distance en option et ajout de fonctions d'accélération et d'annulation au toucher du pouce, placées sur les rayons du volant, et régulateur de vitesse. Plus tard, les modèles de 1995 été produites avec des ailes avant en tôle, qui ont remplacé les ailes en composites des modèles précédents pour améliorer l'intégrité structurelle. Le logo «Pentastar» de l'entreprise a été remplacé par la couronne Chrysler sur la calandre, le coussin d'avertisseur sonore et divers autres endroits (à l'exception du porte-clés et des clés d'entrée sans clé, qui portaient toujours l'ancien logo «Pentastar»). Chrysler a attendu jusqu'en 1995 pour ce changement sur ses autres modèles à l'exception des Cirrus et Sebring, la marque Plymouth obtenant un nouveau logo associé sur tous les modèles de 1996 et suivants. Dodge avait déjà commencé à éliminer le Pentastar en 1992.
- 1996 : La Concorde a gagné deux niveaux de finition distingués pour 1996: LX de niveau inférieur et LXi de niveau supérieur. Une isolation acoustique supplémentaire et une ingénierie structurelle révisée promettent de rendre la Concorde plus silencieuse[4]. Des ailes avant en tôle ont été ajoutées pour 1996 et plus tard sur tous les modèles dans le cadre de la mise à niveau structurelle.
- 1997 : Le seul changement majeur pour cette année a été que sur le modèle de base LX, le V6 de 3,3 L a été abandonné comme moteur standard.

Tous les moteurs 3,5 L de la première génération ont une puissance nominale de 217 ch (162 kW) avec un régime de 26 L/100 km (ville) et 39 L/100 km (route) et nécessitent un carburant de 89% d'octanes.

## Seconde génération (1998 - 2004)
La Concorde a été entièrement repensée pour l'année 1998. Le concept présentant la deuxième génération fut introduit en 1996 en tant que concept car Chrysler LHX. Ce concept avait de grandes roues de 20 pouces, un tableau de bord central et un système d'écran en circuit fermé dans les piliers de pare-brise remplaçant les rétroviseurs conventionnels. L'empattement a été élargi pour permettre l'introduction des dispositifs de retenue des passagers, un centre de divertissement des passagers arrière et un compartiment de rangement.
Malgré une longueur totale augmentant de 7,5 pouces (190 mm), le poids de la deuxième génération a chuté de près d'une centaine de livres. Ce résultat a été obtenu grâce à une utilisation intensive de l'aluminium pour la suspension arrière, le capot ainsi que dans les deux nouveaux moteurs. En plus du moteur V6 de 3,5 L de 214 ch (160 kW), la Chrysler Concorde profite de deux nouveaux moteurs, le V6 de 2,7 litres (149 kW) et un V6 de 3,2 L de 225 ch (168 kW). Le 3,5 L a été repensé et la puissance a été améliorée à 253 ch (189 kW) et était disponible sur la Concorde Limited 2002-2004 (anciennement LHS).
Beaucoup a été fait dans le processus de conception pour rendre les berlines LH de deuxième génération plus distinctes les unes des autres. La Concorde de 1998 différait beaucoup plus de la Dodge Intrepid et de la nouvelle Chrysler 300M de 1999 (successeuse de l'Eagle Vision) que les modèles de première génération. À l'exception des portes et du toit, la Concorde partageait peu de tôlerie avec l'Intrepid et la 300M. L'extrémité avant de la nouvelle Concorde était soulignée par une très large calandre brillante, relocalisée sur le pare-chocs avant pour donner l'impression de grille d'aération inférieur. Des larges courbes et une partie avant plus arrondie ont également contribué à différencier la Concorde de l'Intrepid et de la 300M. La Concorde de seconde génération abordait le style des berlines Chrysler des années 2000, c'est-à-dire une calandre élargie, des feux avant en forme de haricot et des longs capots avant et arrière. En 2002, la Chrysler Concorde subissait un restylage. En effet, la grille fut rétrécie et les feux avant détaillés.
Comme dans la génération précédente, six sièges passagers avec une banquette avant et un levier de changement de vitesse étaient facultatifs. Les sièges en tissu étaient standard sur la LX de base avec des sièges en cuir en option. Le cuir était de série sur les modèles haut de gamme LXi et ultérieurement renommée  Limited.
Les Concorde, 300M et Intrepid ont été abandonnées en 2004. La toute nouvelle Chrysler 300 à traction arrière a remplacé la Concorde (et 300M) fin 2004 en tant que modèle de 2005.

### Modifications des années modèles
- 1998 : La Concorde a été entièrement repensée pour l'année modèle 1998. Les coques de carrosserie été conçues pour être plus solides et plus rigides, ainsi que pour intégrer des supports de suspension à double cisaillement et une protection intégrée contre les chocs latéraux[1].
- 1999 : Le système de suspension de la Concorde a été adouci pour améliorer le confort de conduite et réduire le bruit de la route. Un tapis plus épais a été installé à l'intérieur et un nouveau filet de chargement standard est installé dans le coffre. Les modèles LXi embarquent un nouveau lecteur CD et le système antivol Sentry Key de Chrysler, qui coupait le contact à moins que la clé appropriée ne soit utilisée pour démarrer le moteur.
- 2000 : Un nouveau toit ouvrant électrique installé d'usine était disponible sur les modèles de base LX et LXi haut de gamme. La Concorde a également obtenue des modifications de suspension supplémentaires conçues pour offrir une conduite plus silencieuse et plus douce. Les pneus sont passés à 16 pouces pour la LX, pour correspondre à ceux de la LXi. L'édition LXi a gagné la direction à assistance variable sensible à la vitesse en standard, ainsi qu'un changeur de CD à 4 disques au tableau de bord en option.
- 2001 : Des airbags avant latéraux en option et une ceinture de sécurité à 3 points pour la position centrale du siège arrière ont été ajoutés. La finition d'options 22D du modèle LX comprenait désormais des jantes en alliage. De plus, le système audio Infinity en option de la LXi a gagné des commandes au volant.
- 2002 : En adoptant la carrosserie de la LHS abandonnée, un nouveau niveau de finition a été ajouté, le haut de gamme Limited, qui comprenait des roues de 17 pouces et un V6 3,5 L "à haut rendement" avec 250 ch (186 kW). Avec le nez plus court de l'ancienne LHS, la Concorde de 2002-2004 était plus courte de 36 mm que les modèles de 1998-2001[7]. Au milieu de l'année, les modèles Limited ont reçu une finition Pro-Am Edition en option qui comprenait un revêtement en cuir bicolore, garniture intérieure unique, roue de secours à jante chromée assortie, un ensemble de clubs de golf Taylor Made (fers uniquement), un sac de golf spécial en cuir/suède Chrysler, appliques 'Pro-Am' extérieures sur les vitres arrière extérieures et un organisateur de coffre «Pro-Am» pour tenir les clubs et les accessoires.
- 2003 : Aucune modification majeure n'a été apportée, à l'exception du changeur de CD à 4 disques au tableau de bord en option qui a été remplacé par un changeur de CD à 6 disques en option.
- 2004 : Dernière année de la Concorde. Pour 2005, la Concorde a été remplacée par la Chrysler 300. La dernière Concorde a été produite le 30 août 2003.

## Production
| Année      | 1993   | 1994   | 1995   | 1996   | 1997   | 1998   | 1999   | 2000   | 2001   | 2002   | 2003   | Total   |
| Production | 48 326 | 70 181 | 51 306 | 49 994 | 38 772 | 64 912 | 59 855 | 50 206 | 32 331 | 31 611 | 28 519 | 526 013 |